# 天主教雷克納宗座代牧區
天主教雷克納宗座代牧區（拉丁語：Vicariatus Apostolicus Requenaënsis）是秘魯一個羅馬天主教宗座代牧區，直屬教廷。
代牧區成立於1956年3月2日，包括洛雷托大區南部的兩個省，即雷克納省和烏卡亞利省。2010年有教友128,000人（佔轄區總人口88.3%）、八個堂區、七名司鐸。現任宗座代牧為若望·多默·奧利弗·克萊孟。